# 角和夫
角 和夫（すみ かずお、1949年〈昭和24年〉4月19日 - 2025年〈令和7年〉4月26日）は、日本の実業家。阪急阪神ホールディングス代表取締役会長兼グループCEO、阪急電鉄会長、東宝取締役、エイチ・ツー・オー リテイリング取締役、関西テレビ放送取締役、パレスホテル取締役などを歴任した。

## 来歴
兵庫県宝塚市出身。
阪急ホールディングス（当時、現：阪急阪神ホールディングス）と阪神電気鉄道の経営統合において主導的な役割を果たし、持株会社体制のもとでグループ各社の特性を活かした経営手法を確立。統合シナジーを高めつつ、一体的なグループ運営を推進し、同社の成長を牽引した。関西財界でも中心的な役割を担い、2011年（平成23年）から関西経済連合会の副会長を務めた。
社長業の傍ら、ペンネーム「岸一眞」名義で宝塚歌劇団向けに楽曲提供を行った経歴を持つ。2007年（平成19年）10月29日に開催された、花組トップスター春野寿美礼の退団公演に際しては、自ら作詞・作曲した新曲「こんなにも愛されて」を提供したことが知られている。
2024年（令和6年）12月20日、「健康上の理由」により阪急阪神ホールディングスの代表取締役会長兼グループCEOを辞任。翌2025年（令和7年）1月14日には、阪急阪神東宝グループ各社の取締役も同様の理由で辞任した。2025年（令和7年）4月26日1時10分、兵庫県宝塚市の自宅で死去した。76歳没。死没日付をもって正四位に叙され、旭日重光章を追贈された。

## 略歴
- 1949年4月19日 - 誕生
- 1962年3月 - 大阪学芸大学（現大阪教育大学）附属池田小学校卒業
- 1965年3月 - 灘中学校卒業
- 1968年3月 - 灘高等学校卒業
- 1973年3月 - 早稲田大学政治経済学部卒業
- 1973年4月 - 阪急電鉄株式会社（現：阪急阪神ホールディングス株式会社）入社
- 1997年4月 - 同社流通本部流通統括室長
- 1998年4月 - 同社鉄道本部鉄道計画室長
- 1999年4月 - 同社鉄道事業本部鉄道計画室長
- 2000年6月 - 同社取締役鉄道事業本部長
- 2002年4月 - 同社取締役鉄道事業本部長兼統括本部長
- 2002年6月 - 同社常務取締役 鉄道事業本部・統括本部担当
- 2003年4月 - 同社常務取締役 都市交通事業本部・統括本部担当
- 2003年6月 - 同社代表取締役社長
- 2005年4月 - 阪急ホールディングス株式会社（現：阪急阪神ホールディングス株式会社）代表取締役社長、阪急電鉄株式会社代表取締役社長
- 2006年10月 - 阪急阪神ホールディングス株式会社代表取締役社長
- 2007年10月 - エイチ・ツー・オーリテイリング株式会社取締役
- 2009年5月 - 東宝株式会社取締役
- 2010年4月 - 学校法人宝塚音楽学校理事長
- 2013年6月 - 公益財団法人日本棋院理事[7]
- 2014年3月 - 阪急電鉄株式会社代表取締役会長[8]
- 2016年5月 - 東宝株式会社取締役監査等委員
- 2017年6月 - 阪急阪神ホールディングス株式会社代表取締役会長 グループCEO[9]
- 2018年3月 - 株式会社アシックス独立社外取締役
- 2018年5月 - 東宝株式会社取締役
- 2020年4月 - 株式会社東京楽天地取締役
- 2023年4月 - 阪急電鉄株式会社会長（取締役ではない会長）[10][11]
- 2023年12月 - 学校法人宝塚音楽学校理事長を辞任[12]
- 2024年12月20日 - 阪急阪神ホールディングス株式会社代表取締役会長グループCEOを「健康上の理由」で辞任[13][14]
- 2025年1月14日 - 東宝取締役、エイチ・ツー・オー リテイリング取締役、関西テレビ放送取締役を「健康上の理由」で辞任[15][16]
- 2025年4月26日 - 兵庫県宝塚市の自宅で死去。76歳没[1]

## 人物
- 趣味は囲碁。早稲田大学在学中に囲碁に魅せられ、卒業までに三段の腕前に達する。阪急電鉄入社後も精進を続け、関西棋院の家田隆二八段の指導を受け、五段に昇段した。囲碁への造詣は深く、日本棋院の理事を歴任するなど普及活動にも貢献した[17]。
- 座右の銘は「流水不争先（りゅうすいさきをあらそわず）」[17]
- 細身でおしゃれないでたちから関西の経済界では「スマートな人」で通るが、部下からは「男気の人」との見方で一致する人柄だった[18]。

## 阪神タイガースとの関わり
角は、阪急阪神ホールディングスのグループCEOとして、グループ傘下にある阪神タイガースの球団経営にも一定の影響力を有していた。2022年シーズン中、当時の藤原崇起オーナー（当時、阪神電気鉄道会長）が次期監督として平田勝男2軍監督（当時）を昇格させる構想を示した際には、これを退け、自らがかねてより招聘を希望していた岡田彰布を後任監督とする方針を主導したと報じられた。また、岡田体制を側面から支援するため、阪急阪神不動産会長である杉山健博を阪神タイガースの取締役オーナーに就任させるなど、経営面からの体制整備を進めた。
こうした経緯を経て、阪神タイガースは岡田監督の下で2023年に18年ぶりのセントラル・リーグ優勝、さらに38年ぶりの日本シリーズ制覇を達成した。

## テレビ出演
- 日経スペシャル カンブリア宮殿 カンブリア宮殿IN大阪　なにわの商人が日本を救う！？（2012年9月13日、テレビ東京）[21]

## 家族・親族
弁護士の家系に生まれる。父・角恒三は弁護士であり、大阪朝日ビルに法律事務所を構えていた。同事務所には、のちに大阪弁護士会会長を務め、現在は阪急電鉄の社外監査役である阪口春男が在籍していた。

兄・角源三は労働問題を専門とする弁護士。2023年に発生した宝塚歌劇団所属俳優のパワーハラスメントを背景とする死亡問題に関連して、角和夫が宝塚音楽学校および宝塚歌劇団の役職を退いた際、源三は『週刊文春』の取材に対し、「退任するのが遅すぎる」「理事であろうがなかろうが阪急阪神ホールディングスの会長という時点で周囲にいるのは和夫の言うことに『はい、はい』と言うイエスマンばかり。さっさと記者会見して、（阪急阪神ホールディングスの）会長も辞めるべきだった。こんなに放っておいて今さら遺族に謝罪したところで受け入れられないでしょう」と、強く批判する見解を示した。